# バーニー・デ・コーヴェン
バーニー・デ・コーヴェン (Bernie De Koven) または、バーナード・ルイス・デ・コーヴェン（Bernard Louis De Koven）（1941年10月15日 - 2018年3月24日）、はアメリカのゲームデザイナー、作家、スピーカー、娯楽についての理論家である。

著書『The Well Played Game』や、コンピュータゲームデザインにおける先駆的な仕事、,、および長年にわたって運営してきたウェブサイト「deepFUN.com」や、ニューゲーム財団への貢献などで知られている。。

## 経歴
1968年、デコーヴェンはフィラデルフィア学区のための「インタプレイカリキュラム」の作成を開始した。このカリキュラムは1971年に出版され、1974年には第2版が印刷された。
1971年、デコーヴェンとその家族は、ペンシルベニア州東部にゲームと遊びの研究のための保養センター「The Games Preserve」を設立した。
1975年、デコーヴェンは初めてNew Games財団に関わるようになった。
1976年、デコーヴェンはフィラデルフィア市で「パークウェイでのプレイデイ」を企画した。これはフィラデルフィアの建国200周年記念祭のクライマックスとなるイベントであった。
1978年、デコーヴェンは『The Well-Played Game』を著し、後に『BYTE』誌はこれを「素晴らしい...将来のゲームデザイナー必読」と評した。
1982年には、BYTE誌の批評家が、彼の戦略ゲーム「リコシェ」（Automated Simulations、ジェフ・コネリーとの共作） について「今年見たゲームの中で、最も独創的なゲームだ。ゲームプレイヤーにとっての喜びだ」と述べ、「『The Well-Played Game』の理想の多くを表現している」と述べた。

その年、デコーヴェンはコンピュータゲームの将来について『InfoWorld』誌のインタビューを受け、Kinectのようなモーションコントロールを使用したゲームの出現、およびアプリストアや関連ゲーム配信システムを予測した。彼は「ネットワークはゲームの使いやすさを大幅に高めるだろう。ゲームを1つずつ購入する必要はなくなり、ネットワークが普及するにつれて、ユーザーはより複雑なゲームをダウンロードできるようになるだろう」と述べている。

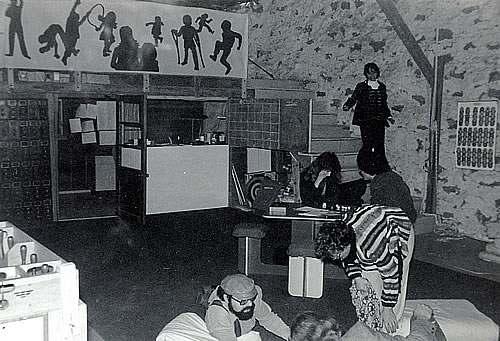
Bernie De Koven's Games Preserve circa 1976. De Koven is pictured in the center foreground.

ケイティ・サレンとエリック・ジマーマンは、2003年のゲームデザインの教科書『Rules of Play: Game Design Fundamentals』で、デコーヴェンの『The Well-Played Game』をたびたび参照している。
クリストファー・ノクソンによるデコーヴェンのインタビューは、2006年の著書『Rejuvenile: Kickball, Cartoons, Cupcakes, and the Reinvention of the American Grown-up』に掲載された。ノクソンはプロの「楽しいコーチ」としての役割を強調し、デコーヴェンの1970年代半ばのニューゲームズ運動への関与や、 1970年代半ばの「ニューゲームズ」運動への関与、およびカリフォルニア州のエサレン研究所でのその後の活動が強調されている。
デコーヴェンは大手玩具メーカーやゲームメーカーと協力して、新製品のデザインや開発を行ってきた。特に、レゴ社の「レゴゲームシステム」の開発では、レゴ社と提携した。 
また、デコーヴェンは、Ideal Toy Company, Children's Television Workshop, CBS Software、Mattel Toys などの多数の賞を獲得するゲームのデザインに関わった 。
2011年9月、デコーヴェンは2011年デジタルゲーム研究協会（Digital Games Research Association）会議（「Think Design Play」）で基調講演を行った。彼の講演「Playing Well Together」では、ニューゲームの基礎となる原則と著書『The Well-Played Game』の一部が紹介された。
また、デコーヴェンは生涯会員として、The Association for the Study of Play（遊びの研究協会）に所属していた。
2017年春、デコーヴェンは自身のブログのフォロワーに、末期がんであり余命1年ほどであることを伝え、遊びの喜びを広めるよう求めた。
彼は2018年3月24日、76歳で癌のため死去した。

## 受賞
- 2006年 北米シミュレーション＆ゲーミング協会より「楽しさの分野における顕著な功績」に対してイフィル・レイノルズ賞を受賞。[18][21]

## 書籍/出版物
- Interplay: a curriculum for elementary school children, Office of Policy Planning and Development, School District of Philadelphia, 1971 (OCLC 9095130)
- "The Play Community" in The New Games Book, 1976 (ISBN 0-385-12516-X)
- The Well-Played Game, 1978, updated edition 2002 (ISBN 978-0595217908), MIT Press edition August, 2013 (ISBN 978-0262019170)
- Connected Executives: A Strategic Communications Plan, 1986 (ISBN 978-0962583407)
- Junkyard Sports, 2004 (ISBN 978-0736052078)
- Great Games for Big Activity Balls (with Todd Strong), 2009 (ISBN 978-0736074810)
- A Playful Path, 2013 (ISBN 978-1490333816)[22]
- The Infinite Playground, 2020, with Celia Pearce and Holly Gramazio (editors), (ISBN 0262044072)

## ゲームおよびインタラクティブメディア
- Ricochet[23][24] (1981): コンピュータ用として最初の抽象的戦略ゲームの一つ[25][26][27] by Automated Simulations (designer), E. Connelley, programmer
- Alien Garden (1982): 初期のコンピュータ・アートゲームの一つ。[28][29] Released by Automated Simulations. (designer; programmed by Jaron Lanier)(映像 - YouTube)
- Light Waves[30][31] (1984): cChildren's Computer Workshopによるコンピュータゲーム（デザイナー：Dave Winerによるプロトタイプ）
- Junkyard Games[4] (2008) ビジネスシミュレーションゲーム。HRDQ社より出版。デザイナーはロン・ロバーツ。 (designer; manual by Ron Roberts)